# Der begrabene Riese
Der begrabene Riese (englischer Originaltitel: The Buried Giant) ist ein Roman des britischen Schriftstellers Kazuo Ishiguro. Er erschien 2015 bei Faber & Faber. Im selben Jahr veröffentlichte der Blessing Verlag die deutsche Übersetzung von Barbara Schaden. Der Roman spielt im „dunklen Zeitalter“ zwischen der römischen Besatzung Großbritanniens und dem Frühmittelalter und verknüpft die Artussage mit Elementen aus dem Fantasy-Genre. Eine Handvoll Menschen macht sich auf, den „Nebel des Vergessens“ zu lüften, der über dem kriegszerstörten Land liegt.

## Inhalt
Britannien nach der Regentschaft König Artus’ und seiner Tafelrunde: Das Land ist zerstört durch den Krieg zwischen Britanniern und Sachsen. Artus’ großes Gesetz, das den Schutz der Zivilbevölkerung sicherstellen soll, wird immer wieder gebrochen. Insbesondere die Sachsen leiden unter britannischen Übergriffen. Doch ein „Nebel des Vergessens“ sorgt dafür, dass sich die Menschen nur noch verschwommen an die vergangenen Kriegsgräuel erinnern und die Völker in einem fragilen Frieden leben. Für den Einzelnen bedeutet dieser Nebel allerdings auch, dass er sich kaum an sein eigenes Leben erinnern kann, dass Kinder ihre Eltern vergessen und Paare ihre gemeinsame Vergangenheit.
Axl und Beatrice, ein altes britannisches Ehepaar, sind in besonders enger Liebe vereint. Doch sie fürchten ebenso sehr, dass mit zunehmendem Vergessen ihre Gefühle füreinander schwinden könnten, wie dass sie sich in der Vergangenheit Schmerzen zugeführt haben, die durch Erinnerungen wieder aufreißen könnten. Beatrices sehnlichster Wunsch ist es, noch einmal ihren Sohn zu sehen, an den sie sich kaum noch erinnern können. So verlassen sie eines Tages ihre Dorfgemeinschaft, in der sie mehr geduldet als geachtet sind, und brechen zu einer Wanderschaft auf, die sie zum Dorf ihres Sohnes führen soll.
Auf der Reise begegnen ihnen der sächsische Krieger Wistan und sein Schützling, der zwölfjährige Edwin, der von Menschenfressern entführt und vermeintlich gebissen worden ist, weshalb ihn seine abergläubische Sippe verstoßen hat, und schließen sich ihnen an. Tatsächlich, so stellt sich später heraus, wurde Edwin von einem Drachenjungen gebissen, und nun zieht es ihn wie von selbst zu weiteren der furchterregenden Ungeheuer. Wistan will sich dies zunutze machen, denn er ist vom sächsischen König mit dem Auftrag losgeschickt worden, die Drachin Querig zu erschlagen, die mit ihrem Atem für den Nebel des Vergessens verantwortlich sein soll, der über dem ganzen Land liegt.
Doch Wistan hat einen Konkurrenten: Gawain, den letzten Ritter aus Artus’ Tafelrunde, der Axl selbst einst angehörte, ehe er das Leben an der Seite Beatrices der königlichen Pflicht vorzog. Auch Gawain behauptet, von seinem legendären Onkel bestimmt worden zu sein, die Drachin zu töten. Dabei lässt er sich allerdings viel Zeit, denn er hat, wie ihm eine Schar trauernder Witwen vorwirft, in all den Jahren noch keinerlei Fortschritte gemacht. Vordringlich ist ihm, seinen Konkurrenten auszuschalten, und so verrät er Wistan an die Soldaten von Lord Brennus, als der Sachse in einem Kloster übernachtet. Wistan gelingt die Flucht, Edwin schließt sich ihm an, und die Gruppen machen sich getrennt auf den Weg, der sie nach verschiedenen Abenteuern schließlich bei der Höhle der Drachin wieder zusammenführt.
Es stellt sich heraus, dass Querig längst nicht mehr das furchtgebietende Ungeheuer ist, das sie einst war, sondern ein greises, schwächliches Wesen, das nur noch lebt, weil Gawain es all die Jahre beschützt hat. Denn der Auftrag des alten Ritters lautete nicht, die Drachin zu töten, sondern durch ihr Überleben den Nebel des Vergessens zu bewahren, der einzig dafür sorgt, dass der Krieg zwischen Britanniern und Sachsen nicht erneut ausbricht. Wistan hingegen ist der festen Überzeugung, dass man Verborgenes aufdecken und der Vergangenheit ins Auge blicken muss. Es kommt zum Duell der beiden Männer, in dem der junge Sachse den alten Ritter besiegt und anschließend auch Querig tötet. Der begrabene Riese, die kollektive Erinnerung, kehrt zurück und wird neue Kriege heraufbeschwören.
Axl und Beatrice erinnern sich endlich an ihre Vergangenheit und erkennen, dass ihr Sohn schon vor vielen Jahren gestorben ist. Der letzte Weg der kranken Beatrice führt sie zu einem Fährmann, der sie zu jener Insel übersetzen soll, auf der sich ihr Sohn befindet. Eine eingehende Befragung des Paares beweist dem Fährmann, dass ihre Liebe der wiederweckten Erinnerung an einen Fehltritt Beatrices und ihrer Entzweiung nach dem Verlust des Sohnes standgehalten hat. Er verspricht ihnen, dass sie auf der Insel einst wieder vereint sein werden, ein Vorzug, der nicht vielen Paaren beschieden ist. Doch noch muss Axl am Ufer ausharren. Während der Fährmann Beatrice übersetzt, geht er alleine davon.

## Hintergrund
Der begrabene Riese ist Kazuo Ishiguros siebter Roman. Er erschien nach einer zehnjährigen Pause, die sich an den letzten Roman Never Let Me Go (dt. Alles, was wir geben mussten) anschloss. Die englischsprachigen Kritiken waren negativer als bei den Vorgängern, während andere Stimmen den Roman unter Ishiguros besten Werken einordneten. Während die ersten beiden, in Japan handelnden Romane Ishiguros noch der Tradition des literarischen Realismus verhaftet blieben, ging bereits das dritte, bekannteste Buch The Remains of the Day (dt. Was vom Tage übrigblieb) auf die Darstellung eines imaginären, mythischen Englands über. Ishiguros letzte Romane When We Were Orphans (dt. Als wir Waisen waren) und Never Let Me Go waren Erkundungen populärer Formen der Genre-Literatur, namentlich des Detektivromans und der Science-Fiction. Diesen Weg setzte Der begrabene Riese weiter fort, der aufgrund seiner auftretenden phantastischen Geschöpfe wie Kobolde, Menschenfresser und Drachen häufig als Fantasyroman eingeordnet wurde. Daniel Kehlmann verortet ihn „exakt an der Übergangsstelle zwischen historischem und phantastischem Erzählen“.
Die Handlung des Romans wird von den Rezensenten im fünften oder sechsten Jahrhundert angesiedelt, zwischen den Epochen schwebend, wie Burkhard Müller es ausdrückt. Es ist die Zeit nach der römischen Besatzung Großbritanniens, in der nicht nur die Siedlungen zerfielen, sondern die gesamte Zivilisation. Die wenigen überlieferten Quellen aus der Zeit haben ihr den Beinamen „Dunkles Zeitalter“ eingebracht. In diese Ära fällt auch die Artussage, deren Hintergrund die Kriege gegen die eindringenden Angelsachsen bilden. Es ist eine Zeit, für deren Ergründung es laut Kehlmann in ganz besonderem Maße der Phantasie bedarf, und deren Zeitgeist sich ohne Legenden von „Geistern, Dämonen und archaischen Naturwesen“ nicht verstehen lässt. Ishiguro betonte die künstlerische Freiheit, die ihm der Handlungsrahmen gab: „Niemand weiß wirklich, was sich in dieser Periode ereignete, und das hatte für mich einen großen Reiz.“
Tatsächlich waren für Ishiguro aber weder der historische Kontext noch das Fantasy-Genre Ausgangspunkt seiner Geschichte. Im Gegenteil plante er ursprünglich, den Roman „in einer modernen, realistisch wirkenden Umgebung anzusiedeln“. Er begann die Arbeit um das Jahr 2000 herum unter dem Eindruck der Jugoslawienkriege sowie des Völkermords in Ruanda. Seine Ausgangsfrage war, wie es dazu kommen kann, dass in einer Gemeinschaft, in der Menschen mit unterschiedlicher Tradition friedlich miteinander zu leben gelernt haben, aufbrechende Erinnerungen an eine längst begrabene Feindschaft furchtbare Gewalt auslösen können. Er löste die Frage aus einem konkreten historischen Umfeld, um ein allgemeingültiges „Volksmärchen“ zu erzählen. Johannes Kaiser beschreibt Der begrabene Riese in diesem Sinne als eine Parabel. Daniel Kehlmann allerdings wendet ein, dass der Roman mehr als eine Allegorie sei, da er „reich, vieldeutig und so rätselhaft wie ein Traum“ sei und die Figuren keine bloßen ideentragenden Marionetten, sondern „psychologisch komplex und widersprüchlich“.
Nach seinen eigenen Worten wollte Ishiguro einen Roman darüber schreiben, „wie Leute sich erinnern und was sie vergessen und wie sie mit der Frage kämpfen: Wann ist es besser zu vergessen und wann ist es besser, sich zu erinnern.“ Die Frage hat er sowohl auf der politischen Ebene durchgespielt als auch auf der privaten. Der Krieger Wistan und der alte Ritter Gawain sind die Gegenspieler des politischen Konflikts um begangenes Unrecht zwischen den Völkern. Wistan will die Untaten aufdecken, den „begrabenen Riesen“ zum Leben erwecken, um Sühne und Rache walten zu lassen. Gawain möchte den Mantel des Vergessens über vergangenes Unrecht decken, damit die geschlagenen Wunden heilen können. Axl und Beatrice hingegen sind die Protagonisten einer Liebesgeschichte, der das Fundament einer gemeinsamen Erinnerung fehlt. Ihre Suche nach der verlorenen Erinnerung erhält eine besondere Dringlichkeit durch den bevorstehenden Tod der Alten, der es unmöglich macht, den Umgang mit Verdrängtem länger aufzuschieben. Nicht den Tod fürchten die Liebenden, sondern ihre Trennung, die sie durch Liebe zu überwinden hoffen. Ihre Erinnerungen sollen ihre unverbrüchliche Liebe beweisen gegenüber einer höheren Instanz, die an Charon erinnert, den Fährmann der Toten in der griechischen und römischen Mythologie. Für die Beschreibung „der seltsamsten und schönsten Todesszene“ in der Literatur der letzten Jahre fällt Kehlmann nur das überbeanspruchte Wort „unvergesslich“ ein.

## Ausgaben
- Kazuo Ishiguro: The Buried Giant. Faber & Faber, London 2015, ISBN 978-0-571-31503-1.
- Kazuo Ishiguro: Der begrabene Riese. Aus dem Englischen von Barbara Schaden. Blessing, München 2015, ISBN 978-3-89667-542-2.
- Kazuo Ishiguro: Der begrabene Riese. Aus dem Englischen von Barbara Schaden. Heyne, München 2016, ISBN 978-3-453-42000-7.
- Kazuo Ishiguro: Der begrabene Riese. Gelesen von Gert Heidenreich. Random House Audio, München 2018, ISBN 978-3-8371-4345-4.